# Noah Dobson
Noah Dobson, född 7 januari 2000, är en kanadensisk professionell ishockeyback som spelar för Montreal Canadiens i National Hockey League (NHL). Han draftades som 12:e totalt av New York Islanders vid NHL Entry Draft 2018

## Statistik

### Klubbkarriär
| 2016–17    | Acadie–Bathurst Titan | QMJHL      | 63  | 7  | 19  | 26  | 40  | 11 | 0 | 5  | 5  | 2  |
| 2017–18    | Acadie–Bathurst Titan | QMJHL      | 67  | 17 | 52  | 69  | 52  | 20 | 3 | 10 | 13 | 24 |
| 2018–19    | Acadie–Bathurst Titan | QMJHL      | 28  | 9  | 7   | 16  | 36  | —  | — | —  | —  | —  |
| 2018–19    | Rouyn-Noranda Huskies | QMJHL      | 28  | 6  | 30  | 36  | 24  | 20 | 8 | 21 | 29 | 20 |
| 2019–20    | New York Islanders    | NHL        | 34  | 1  | 6   | 7   | 8   | 1  | 0 | 0  | 0  | 0  |
| 2020–21    | New York Islanders    | NHL        | 46  | 3  | 11  | 14  | 8   | 19 | 0 | 7  | 7  | 0  |
| 2021–22    | New York Islanders    | NHL        | 80  | 13 | 38  | 51  | 18  | —  | — | —  | —  | —  |
| 2022–23    | New York Islanders    | NHL        | 78  | 13 | 36  | 49  | 20  | 6  | 0 | 2  | 2  | 2  |
| 2023–24    | New York Islanders    | NHL        | 79  | 10 | 60  | 70  | 36  | 5  | 0 | 1  | 1  | 6  |
| 2024–25    | New York Islanders    | NHL        | 71  | 10 | 29  | 39  | 28  | —  | — | —  | —  | —  |
| NHL totalt | NHL totalt            | NHL totalt | 388 | 50 | 180 | 230 | 118 | 31 | 0 | 10 | 10 | 8  |

### Internationellt
| År            | Lag           | Turnering     | Resultat      |    | Matcher | Mål | Assist | Poäng | Utv |
| ------------- | ------------- | ------------- | ------------- | -- | ------- | --- | ------ | ----- | --- |
| 2016          | Canada Red    | U17           | 6:a           | 5  | 0       | 0   | 0      | 2     |     |
| 2017          | Kanada        | IH18          | 1             | 5  | 0       | 3   | 3      | 0     |     |
| 2019          | Kanada        | JVM           | 6:a           | 5  | 1       | 0   | 1      | 2     |     |
| 2025          | Kanada        | VM            | 5:a           | 8  | 1       | 3   | 4      | 0     |     |
| Junior totalt | Junior totalt | Junior totalt | Junior totalt | 15 | 1       | 3   | 4      | 4     |     |
| Senior totalt | Senior totalt | Senior totalt | Senior totalt | 8  | 1       | 3   | 4      | 0     |     |